# Wilhelm Blaschke
Wilhelm Blaschke   (Graz, 13 de setembre de 1885 - Hamburg, 17 de març de 1962) va ser un matemàtic austríac especialitzat en geometria diferencial que va treballar a Alemanya.

## Vida i Obra
El pare de Blaschke era professor de matemàtiques de secundària i, d'alguna forma, li va traspassar al seu fill l'interès per aquesta matèria. Blaschke va fer els estudis secundaris a la seva localitat natal de Graz i, en acabar-los, el 1903, va començar a estudiar arquitectura a la Universitat Tècnica de Graz. Al cap de dos anys, va anar a la universitat de Viena, on es va doctorar el 1908 en matemàtiques amb una dissertació dirigida per Wilhelm Wirtinger sobre un tipus especial de corbes de quarta classe. Els anys següents va ampliar estudis a les universitats de Pisa (amb Luigi Bianchi), Göttingen (amb Felix Klein i David Hilbert) i Bonn (amb Eduard Study). Va obtenir l'habilitació docent en aquesta última el 1910.
A continuació va ser professor a diferents universitats: de 1910 a 1913 a Bonn, de 1913 a 1915 a la Universitat Tècnica Alemanya de Praga, de 1915 a 1919 a la universitat de Königsberg i el 1919 a la universitat de Tubinga. Finalment, el 1919 va ser nomenat catedràtic de la universitat d'Hamburg on va fer la resta de la seva carrera acadèmica fins que es va jubilar el 1953.
Durant el període nazi, tot i haver firmat una petició en favor de Kurt Reidemeister, es va comportar com un oportunista, aprofitant-se en benefici propi de la situació, afiliant-se al partit nazi el 1937. Per això, i per les seves conviccions ultra-nacionalistes i antisemites, va ser expulsat de la universitat per les autoritats d'ocupació en acabar la Segona Guerra Mundial, però va ser reposat en el càrrec el 1946.
La obra de Blaschke, versa sobre geometria diferencial: el seu tractat en tres volums Vorlesungen über Differentialgeometrie (Lliçons de geometria diferencial), publicats entre 1921 i 1929, va ser un clàssic en la matèria durant molts anys.

## Publicacions
- Kreis und Kugel, Leipzig, Veit 1916; 3a ed. Berlin, de Gruyter, 1956.
- Vorlesungen über Differentialgeometrie, 3 vols., Springer, Grundlehren der mathematischen Wissenschaften 1921-1929. (vol. 1, Elementare Differentialgeometrie;[10] vol. 2, Affine Differentialgeometrie; vol. 3, Differentialgeometrie der Kreise und Kugeln, 1929)
- amb G. Bol: Geometrie der Gewebe. Berlin: Springer, 1938.[11]
- Ebene Kinematik. Leipzig: B.G. Teubner 1938,[12] 2a edició ampiada amb Hans Robert Müller, Oldenbourg, Múnic, 1956.
- Nicht-Euklidische Geometrie und Mechanik I, II, III. Leipzig: B.G.Teubner (1942)
- Zur Bewegungsgeometrie auf der Kugel. A: Sitzungsberichte der Heidelberger Akademie der Wissenschaften. (1948)
- Einführung in die Differentialgeometrie. Springer 1950,[13] 2a edició ampliada amb Hans Reichardt, 1960.
- amb Kurt Leichtweiß: Elementare Differentialgeometrie. Berlin: Springer. (5a edició: 1973)
- Reden und Reisen eines Geometers. Berlin : VEB - Deutscher Verlag der Wissenschaften. (1961; 2a edició ampliada)
- Mathematik und Leben, Wiesbaden, Steiner, 1951.
- Griechische und anschauliche Geometrie, Oldenbourg, 1953.
- Projektive Geometrie, 3a edició, Birkhäuser, 1954.
- Analytische Geometrie, 2a edició., Birkhäuser, 1954.
- Einführung in die Geometrie der Waben, Birkhäuser 1955.[14]
- Vorlesungen über Integralgeometrie, VEB, Berlin, 1955.
- Kinematik und Quaternionen. Berlin : VEB - Deutscher Verlag der Wissenschaften. (1960)
- Gesammelte Werke, Thales, Essen, 1982-1986. Obres escollides editades en sis volums per Werner Burau en els anys 80's.